# 産油国
産油国（さんゆこく）とは、石油を産出している国の事を指す。
元々の意味としては石油を産出する全ての国を指すと思われるが、日常的には石油産出が主たる産業になっている国のみを指すことが多い。他の天然資源を産出する国がこのように呼ばれることはなく、石油という天然資源が持っている影響力の大きさを如実に物語っている。
産油国として一括りにされることが多いが、石油輸出国機構（OPEC）を組織して団結する産油国もある一方、独自のエネルギー資源戦略を持つ国も少なくない。

## 主な産油国
(OPEC)の印が付いている国は石油輸出国機構加盟国である。

### 中東
- アゼルバイジャン
- アラブ首長国連邦(OPEC)
- イエメン
- イラク(OPEC)
- イラン(OPEC)
- オマーン
- カタール(OPEC)
- クウェート(OPEC)
- サウジアラビア(OPEC)…石油の埋蔵量、採掘量ともに世界一である。
- シリア
- バーレーン

### アジア
- インド
- インドネシア
- ウズベキスタン
- カザフスタン
- キルギスタン
- タジキスタン
- 中華人民共和国
- 東ティモール
- トルクメニスタン
- ブルネイ・ダルサラーム
- ベトナム
- パキスタン
- パプアニューギニア
- ミャンマー
- マレーシア

### 南北アメリカ大陸
- アメリカ合衆国
- アルゼンチン
- エクアドル(OPEC)
- カナダ
- グアテマラ
- コロンビア
- スリナム
- トリニダード・トバゴ
- ペルー
- ブラジル
- ベネズエラ(OPEC)
- バルバドス
- メキシコ
- ボリビア

### アフリカ
- アルジェリア(OPEC)
- アンゴラ(OPEC)
- エジプト
- ガボン(OPEC)
- コンゴ(OPEC)
- コンゴ民主共和国
- スーダン
- 赤道ギニア(OPEC)
- チュニジア
- ナイジェリア(OPEC)
- ベナン
- リビア(OPEC)

### ヨーロッパ
- アルバニア
- イギリス
- ノルウェー
- デンマーク
- オーストリア
- クロアチア
- セルビア・モンテネグロ
- ドイツ
- ハンガリー
- ブルガリア
- ベラルーシ
- ベルギー
- ルーマニア
- ロシア

### オセアニア
- オーストラリア

## 産油国の国家財政
産油国の国家財政は原油価格、石油収入への依存度、採掘コストによって健全性が大きく変動する。2010年代のサウジアラビアの場合、財政均衡原油価格は1バレル80ドル台と推定されており、80ドルを下回ると緊縮財政を行うか、原油の増産を行い差額を埋める必要が生じる。ベネズエラの場合は、もっと極端で財政均衡原油価格は1バレル200ドル超と見込まれており、2020年に原油価格が暴落（WTI先物価格が瞬間的にマイナスを記録）した際には、施設を更新して原油を増産する体力も失われる状況となった。